# Ahvenajärv
Ahvenajärv je jezero u sjevernoj Estoniji.
Površina jezera je 0,85 ha.